# Vilhelm Blomquist
Elis Vilhelm Blomquist, född 31 december 1919 i Orsa, död 1 december 1992 i Johannes församling, Stockholm, var en svensk tecknare och grafiker.
Han var son till skogsarbetaren Axel Blomquist och Ståbi-Anna Larsson.
Blomquist är huvudsakligen autodidakt som konstnär, han bedrev kortare studier i teckning för Arvid Fougstedt  och i etsning för Emil Nils Johanson-Thor. Han debuterade som separat utställare på Erstaskolan 1947 och medverkade i Nationalmuseums utställning Unga tecknare 1945–1947 och i samlingsutställningar med Sveriges allmänna konstförening samt i en teckningsutställning på Värmlands museum. Hans konst består av teckningar och grafiska blad. Blomquist är representerad med tre teckningar vid Moderna museet i Stockholm. Tillsammans med Frans Orbell gav han ut boken Hagalund, 22 teckningar från åren 1948-1958. Blomquist är begravd på Norra begravningsplatsen utanför Stockholm.